# Phrymaceae
Famille
Classification APG III (2009)
Les Phrymacées (Phrymaceae) sont une famille des plantes dicotylédones, originaires de l'est de l'Amérique du Nord et d'Asie (Japon, Népal, Inde et Pakistan occidental).

## Étymologie
Le nom vient du genre type Phryma dont l’origine est inconnue, mais pourrait être apparenté avec le racine grecque  φρύνος / phrynos, crapaud.

## Classification
La classification classique de Cronquist (1981) avait été précédemment placé  Phryma  dans les Verbenaceae. Les recherches phylogénétiques ont révélé que plusieurs genres, traditionnellement inclus dans Scrophulariaceae, étaient en fait plus étroitement liés au genre Phryma qu'au genre Scrophularia.
Pendant une courte période les genres Mazus et Lancea ont été inclus dans les Phrymaceae.
En classification phylogénétique APG II (2003) la circonscription  des Phrymacées est incertaine : le genre le plus connu est Mimulus.
Les Phrymacées font partie d'un clade de cinq familles : Mazaceae, Phrymaceae, Paulowniaceae, Orobanchaceae, Lamiaceae, dont deux, Mazacées et Rehmanniacées, ne font pas partie de la classification phylogénétique APG III (2009) et n'ont été officiellement validées qu'en 2011.
La composition des Phrymacées et la délimitation des genres ont radicalement changé de 2002 à 2012. Auparavant ils étaient monotypiques avec Phryma leptostachya (en) comme seule espèce.
En classification phylogénétique APG IV (2016), les Mazaceae (genres Dodartia, Lancea (en) et Mazus) forment une famille distincte.

## Liste des genres
Selon Angiosperm Phylogeny Website (12 nov. 2015) :
- Diplacus
- Elacholoma
- Erythranthe
- Glossostigma
- Hemichaena
- Leucocarpus
- Microcarpaea
- Mimetanthe
- Mimulus
- Peplidium
- Phryma
- Thyridia
- Uvedalia

Selon NCBI (12 nov. 2015) :
- Berendtiella
- Diplacus
- Dodartia
- Elacholoma
- Erythranthe
- Glossostigma
- Hemichaena
- Lancea
- Leucocarpus
- Mimetanthe
- Mimulus
- Peplidium
- Phryma
- Thyridia
- Uvedalia

Selon ITIS (12 nov. 2015) :
- Diplacus
- Glossostigma
- Hemichaena
- Mazus
- Mimulus
- Phryma

## Liste des espèces
Selon NCBI (7 Jul 2010) :
- genre Berendtiella
  - Berendtiella rugosa
- genre Elacholoma
  - Elacholoma sp. Campbell 1762
- genre Glossostigma
  - Glossostigma cleistanthum
  - Glossostigma diandrum
  - Glossostigma drummondi
  - Glossostigma elatinoides
  - Glossostigma trichodes
- genre Hemichaena
  - Hemichaena fruticosa
- genre Lancea
  - Lancea tibetica
- genre Leucocarpus
  - Leucocarpus alatus
  - Leucocarpus perfoliatus
- genre Mazus
  - Mazus gracilis
  - Mazus omeiensis
  - Mazus pumilus
  - Mazus reptans
  - Mazus spicatus
  - Mazus stachydifolius
- genre Mimulus
  - Mimulus alsinoides
  - Mimulus ampliatus
  - Mimulus androsaceus
  - Mimulus angustatus
  - Mimulus aurantiacus
  - Mimulus bicolor
  - Mimulus bifidus
  - Mimulus bigelovii
  - Mimulus bodinieri
  - Mimulus bolanderi
  - Mimulus breviflorus
  - Mimulus brevipes
  - Mimulus breweri
  - Mimulus cardinalis
  - Mimulus clevelandii
  - Mimulus clivicola
  - Mimulus congdonii
  - Mimulus constrictus
  - Mimulus cupreus
  - Mimulus cusickii
  - Mimulus dentatus
  - Mimulus dentilobus
  - Mimulus depressus
  - Mimulus douglasii
  - Mimulus dudleyi
  - Mimulus eastwoodiae
  - Mimulus evanescens
  - Mimulus exiguus
  - Mimulus filicaulis
  - Mimulus floribundus
  - Mimulus fremontii
  - Mimulus gemmiparus
  - Mimulus glabratus
  - Mimulus glaucescens
  - Mimulus gracilipes
  - Mimulus gracilis
  - Mimulus guttatus
  - Mimulus hymenophyllus
  - Mimulus inconspicuus
  - Mimulus johnstonii
  - Mimulus jungermannioides
  - Mimulus kelloggii
  - Mimulus laciniatus
  - Mimulus latidens
  - Mimulus layneae
  - Mimulus leptaleus
  - Mimulus lewisii
  - Mimulus longiflorus
  - Mimulus luteus
  - Mimulus luteus × Mimulus guttatus
  - Mimulus mohavensis
  - Mimulus montioides
  - Mimulus moschatus
  - Mimulus nanus
  - Mimulus nelsonii
  - Mimulus nepalensis
  - Mimulus norrisii
  - Mimulus nudatus
  - Mimulus palmeri
  - Mimulus parishii
  - Mimulus parryi
  - Mimulus parviflorus
  - Mimulus patulus
  - Mimulus pictus
  - Mimulus pilosus
  - Mimulus platycalyx
  - Mimulus primuloides
  - Mimulus prostratus
  - Mimulus pulchellus
  - Mimulus pulsiferae
  - Mimulus purpureus
  - Mimulus pygmaeus
  - Mimulus rattanii
  - Mimulus repens
  - Mimulus ringens
  - Mimulus rubellus
  - Mimulus rupestris
  - Mimulus rupicola
  - Mimulus sessilifolius
  - Mimulus shevockii
  - Mimulus suksdorfii
  - Mimulus szechuanensis
  - Mimulus tenellus
  - Mimulus tilingii
  - Mimulus torreyi
  - Mimulus tricolor
  - Mimulus uvedaliae
  - Mimulus verbenaceus
  - Mimulus viscidus
  - Mimulus washingtonensis
  - Mimulus whitneyi
  - Mimulus wiensii
  - Mimulus yecorensis
- genre Peplidium
  - Peplidium aithocheilum
  - Peplidium foecundum
  - Peplidium maritimum
  - Peplidium meulleri
- genre Phryma
  - Phryma leptostachya